# Malax å
Malax å (finska: Maalahdenjoki) är en å i Malax kommun i Österbotten.
Ån bildas i Övermalax där biflödena Ribäcken, Svinbäcken, Långåminnebäcken och Heljobäcken rinner samman. Därefter rinner den 12 km åt nordväst genom Malax kyrkby för att utmynna i Stenskärsfjärden vid Åminne.